# جيف مكينيس
جيف مكينيس (بالإنجليزية: Jeff McInnis)‏ مواليد 22 أكتوبر 1974 في تشارلوت، هو لاعب كرة سلة أمريكي معتزل بدأ مسيرته الاحترافية في سنة 1996. تم اختياره من قبل فريق دنفر ناغتس خلال الدرافت. يبلغ طوله 6 قدم 4 بوصة (1.9 م). اعتزل اللعب في 2008. أحرز خلال مسيرته في الإن بي إيه 5396 نقطة بمعدل 9.4 نقاط في المباراة الواحدة.

## المسيرة الاحترافية
لعب مع دنفر ناغتس في سنة 1996، ثم لعب مع بانيونيس في موسم 1996–1997، ثم لعب مع واشنطن ويزاردز في سنة 1999، ثم لعب مع لوس أنجلوس كليبرز من سنة 2000 إلى 2002، ثم لعب مع بورتلاند ترايل بلايزرز من سنة 2002 إلى 2004، ثم لعب مع كليفلاند كافالييرز في سنة 2005، ثم لعب مع بروكلين نتس من سنة 2005 إلى 2007، ثم لعب مع شارلوت هورنتس في سنة 2008.

## روابط خارجية
- جيف مكينيس على موقع إن بي أي (الإنجليزية)
- جيف مكينيس على موقع سبورتس رفرنس (الإنجليزية)
- جيف مكينيس على موقع كرة السلة الأوروبية.كوم (الإنجليزية)
- جيف مكينيس على موقع كلية كرة السلة في سبورتس رفرنس.كوم (الإنجليزية)
- جيف مكينيس على موقع ريلجم (الإنجليزية)
- جيف مكينيس على موقع بروبوليرز (الإنجليزية)